# Franz Koglmann

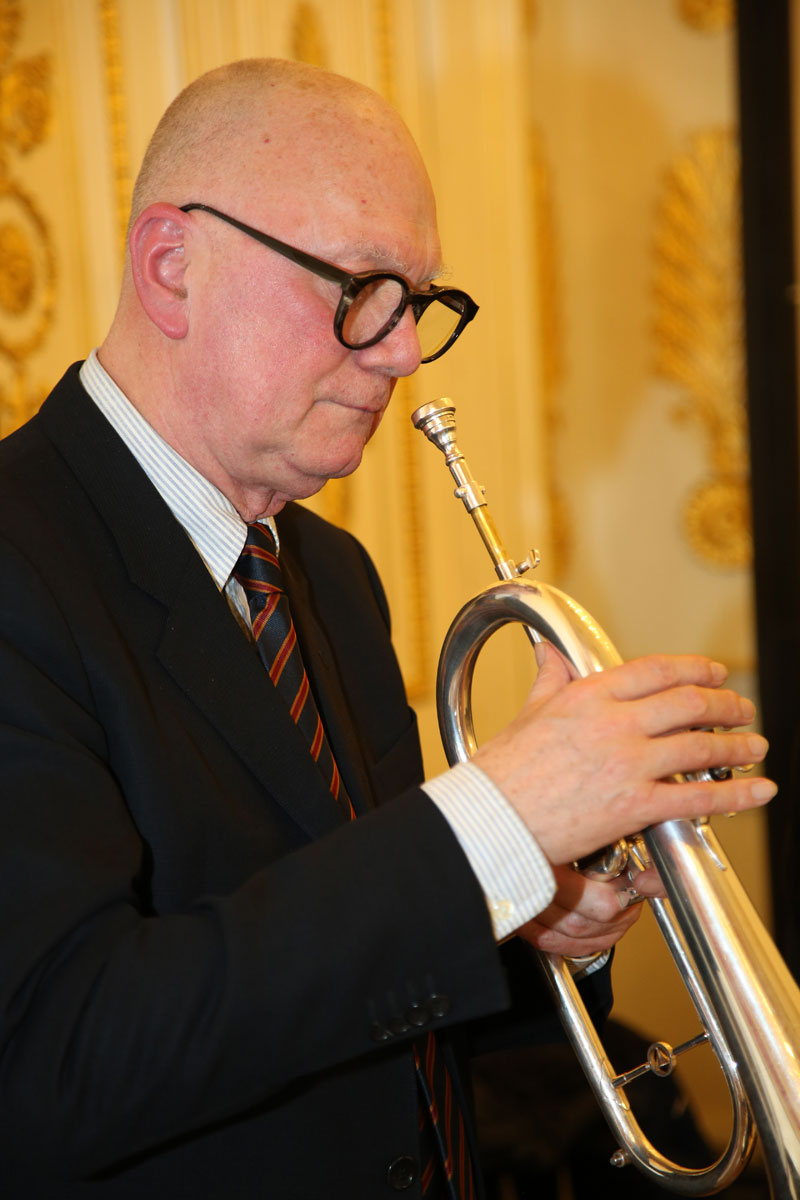
Franz Koglmann (2015) mit einem Flügelhorn

Franz Koglmann (* 22. Mai 1947 in Mödling bei Wien) ist ein österreichischer Jazzmusiker (Trompete, Flügelhorn) und Komponist, der am Schnittpunkt von Jazz und Europäischer Moderne tätig ist.

## Leben
Franz Koglmann studierte in den Jahren von 1961 bis 1967 an der Musik und Kunst Privatuniversität der Stadt Wien Trompete. In den Jahren von 1969 bis 1972 schloss sich ein Jazzstudium ebenda an. Nach Studienaufenthalten in New York und Philadelphia sowie nach der Zusammenarbeit mit Wiener Avantgarde-Jazzern wie Walter M. Malli, Harun Barrabas, Toni Michlmayr gründete er im Jahr 1973 das Label „Pipe Records“, auf dem er drei Schallplatten u. a. mit Steve Lacy und Bill Dixon veröffentlichte. Von 1978 bis 1981 war er künstlerischer Berater der Galerie nächst St. Stephan, um danach (1982) gemeinsam mit seiner Lebensgefährtin Ingrid Karl die Wiener Musik Galerie zu gründen, welche zahlreiche international besetzte Festivals und Workshops durchführte.
Im Jahr 1983 gründete er das Ensemble Franz Koglmann Pipetet, zu dem international bekannte Musiker wie Tony Coe, Tom Varner und Peter Herbert gehören. Gemeinsam mit Rudolf Ruschel (Posaune) und Raoul Herget (Tuba) erfolgte im Jahr 1986 die Gründung des Franz Koglmann Pipe Trios. Im Jahr 1990 gründete er gemeinsam mit Tony Coe (Klarinette, Tenorsaxophon), Klaus Koch (Keyboard) und Burkhard Stangl (Gitarre) das Ensemble Monoblue Quartet. Von 1986 bis 1996 erschienen Koglmanns CDs beim Schweizer Label HatHut Records, von 1999 bis 2004 war er künstlerischer Leiter des Frankfurter CD-Labels between the lines, das 1998 auf Initiative des Frankfurter Fondsmanagers Paul Steinhardt gegründet wurde und bei dem Third-Stream-Musiker wie Ran Blake veröffentlicht wurden.

## Wirken
Die schwierige Balance von Komposition und Improvisation entspricht bei Gründung von Pipetet erstmals seinen Vorstellungen und davon ausgehend entwickelt er größere Zyklen wie The Use of Memory (uraufgeführt bei den Donaueschinger Musiktagen 1990). Im Jahr 1995 war Koglmann gemeinsam mit Lee Konitz und dem Franz Koglmann Pipe Trio auf Kanada- und USA-Tournee. Es folgen Auftragsarbeiten für die Wiener Festwochen (Ein schöner, heller, lichter Tag unter Dennis Russell Davies, 1997), für das Klangforum Wien (Don’t Play, Just Be unter Sylvain Cambreling, 1998) und die Oper Fear Death by Water nach T. S. Eliots The Waste Land (Libretto: Christian Baier, unter der musikalischen Leitung von Peter Burwik und in der Regie von Michael Scheidl uraufgeführt im Jahr 2003 im MUQUA Wien). Im Auftrag der Kulturhauptstadt Sibiu / Hermannstadt (Rumänien) realisierte er im Jahr 2007 die auf Joseph Haydns Symphonie Nr. 27 basierende Suite Nocturnal Walks unter Verwendung der Stimme von Emil Cioran.
Die meisten Arbeiten Koglmanns weisen genreübergreifende Bezugnahmen auf, etwa zur bildenden Kunst, zur Literatur (Textvertonungen) zum Film (so wurde etwa ein Standbild aus Alain Resnais’ L’ Année derniére à Marienbad als Cover für die CD L’heure bleue verwendet) und zum Theater (die CD Venus in Transit ist ursprünglich eine Bühnenmusik für Beverly Blankenship). Koglmann arbeitete mit Musikern wie Lee Konitz (We Thought About Duke), Paul Bley, Gary Peacock oder Misha Mengelberg. Daneben bestehen „Spezialbesetzungen“ (z. B. ein Duo mit dem Pianisten Oskar Aichinger, welches gelegentlich durch den Schlagzeuger Wolfgang Reisinger erweitert wird). Mit den Ensembles gastierte er bei internationalen Festivals. Seit dem Jahr 2015 tritt er bei der Installations- und Aktionsreihe „10 Trials and nor more reels“ von Sebastian Hirn auf und war damit im Kunstraum Nestroyhof in Wien, einem ehemaligen Schwimmbad im Projekt Streitfeld, den Theatern Schwere Reiter und Lothringer 13 in München, dem Kulturzentrum Rote Fabrik in Zürich und dem SwitchLab in Bukarest zu Gast.

## Preise und Auszeichnungen
- 1972 und 1976: Förderungspreis aus dem Kunstfond der Stadt Wien
- 1987: Förderungspreis für Musik der Republik Österreich
- 1989: Staatsstipendium für Komposition
- 1992: Förderungspreis der Sparte Musik des Landes Niederösterreich
- 1995: Staatsstipendium für Komposition
- 1997: Kompositionspreis der Ersten Österreichischen Sparcasse
- 2001: Preis der Stadt Wien für Musik[3]
- 2003: Hans-Koller-Preis – CD des Jahres für Don’t Play, Just Be[4]
- 2003: Würdigungspreis für Musik des Landes Niederösterreich
- 2008: Ernst-Krenek-Preis für Nocturnal Walks / Nächtliche Spaziergänge[5]
- 2015: Ö1-„Pasticcio“-Preis für G(ood)luck
- 2019: Österreichisches Ehrenzeichen und Österreichisches Ehrenkreuz für Wissenschaft und Kunst[6]

## Werke/Diskografie

### Bühnenwerke
- Fear Death by Water – A Beach Opera. Libretto: Christian Baier mit Morenike Fadayomi, Walter Raffeiner, Birgit Doll, Alexander Waechter, Nikolaus Kinsky, dem Monoblue Quartet und dem exxj…ensemble XX. Jahrhundert, unter der Leitung von Peter Burwik (2003). CD BTL 034
- Identities – Ballett nach dem Roman L’identité von Milan Kundera. Szenario: Christian Baier. Choreographie: Xin Peng Wang (Ballett Dortmund, 2011)
- Join! – Oper in 3 Akten. Libretto: Alfred Zellinger, Regie: Michael Scheidl, mit Katja Reichert, Wolfgang Gratschmaier, Anthony Heidweiller, Annette Schönmüller, Sebastien Soulès, Max Niemeyer, Dennis Kozeluh, Orchester: Ensemble „die Reihe“, Dirigent: Carsten Paap (Netzzeit in Kooperation mit den Wiener Festwochen 2013). ORF CD 3177 / Cracked Anegg Records
- Liebe Sophie – ein Korrespondenzthriller für Jazztrio, Sprecher und Orchester. Komposition: Franz Koglmann; Text: David Schalko; Visualisierung: Jakob Kirchmayr; ORF Radio-Symphonieorchester Wien; Altsaxophon: Christian Maurer; Jazz-Trio: Koglmann/Arcari/Pasztor; Dirigent: Carsten Paap; Sprecher: Markus Hering; Regie und Aufnahmeleitung: Julian Pölsler. ORF-DVD der Uraufführung vom September 2017

### Franz Koglmann Pipetet (Dirigent Gustav Bauer)
- Schlaf Schlemmer, Schlaf Magritte (1984) mit Theo Jörgensmann
- Ich, Franz Koglmann (1986)
- Orte der Geometrie special guest: Ran Blake (1988)
- A White Line special guest: Paul Bley (1989)
- The Use of Memory (1990)
- Cantos I – IV (1993)
- O Moon My Pin-Up (2001) Libretto: Christian Baier
- Let’s Make Love – An Imaginary Play In 12 Scenes (2005) Libretto: Christian Baier

### Monoblue Quartet
- L' Heure Bleue mit Misha Mengelberg (1991)
- We Thought About Duke mit Lee Konitz und dem Pipe Trio (1994)
- Make Believe mit Tom Varner und Brad Shepik (1999)
- An Affair With Strauss (2000)
- Lo-lee-ta, Music on Nabokov mit Wolfgang Mitterer (2009)

### Sonstige Formationen
- Flaps mit Steve Lacy (1973)
- Franz Koglmann/Bill Dixon: Opium/For Franz (Pipe Records 1977), mit Josef Traindl, Steve Lacy, Cesarius Alvim, Aldo Romano bzw. Steve Horenstein, Gerd Geier, Alan Silva, Toni Michlmayr, Walter Malli[7]
- Opium / For Franz mit Steve Lacy und Bill Dixon (1976)
- Good Night (1985)
- About Yesterdays Ezzthetics mit Steve Lacy (1987)
- Annette mit Paul Bley und Gary Peacock (1992)
- Venus In Transit (2001)
- Don’t Play, Just Be mit dem Klangforum Wien (2002)
- The Bridal Suite mit Oskar Aichinger (2004)
- Nocturnal Walks mit dem Ensemble exxj, Dirigent Peter Burwik (2007)
- G(ood)luck mit Mario Arcari und Attila Pasztor (2015)
- Franz Koglmann Septet (mit Clark / Arcari / D’Agaro / Turkovic / Pasztor / Herbert): Fruits Of Soli (Hat Hut Ezz-Thetics, 2019)
- Near Blue: A Taste of Melancholy (2024)